# Sipyloidea reticulata
Sipyloidea reticulata är en insektsart som beskrevs av Günther 1930. Sipyloidea reticulata ingår i släktet Sipyloidea och familjen Diapheromeridae. Inga underarter finns listade i Catalogue of Life.